# Phoenix BIOS
Phoenix BIOS – popularna wersja BIOS dla komputerów osobistych opracowana przez firmę Phoenix Technologies, i pierwsza wersja ROM BIOS, która była sprzedawana na masową skalę, umożliwiając rozwój przemysłu komputerów osobistych.